# Biserica de lemn din Bănișor
Biserica de lemn din Bănișor s-a aflat în localitatea omonimă din județul Sălaj și a fost ridicată în anii 1746-1747. Biserica de lemn a funcționat ca biserică parohială până în 1896 și a fost demolată în anul următor. János Ferencz Fetzer a vizitat biserica veche de lemn înainte de a dispărea și a descris-o într-unul din primele studii dedicate bisericilor de lemn din Transilvania. Biserica este adesea menționată în studii de specialitate datorită unei datări greșite din anul 1255, o datare care a aprins fanteziile unor cercetători.

## Istoric

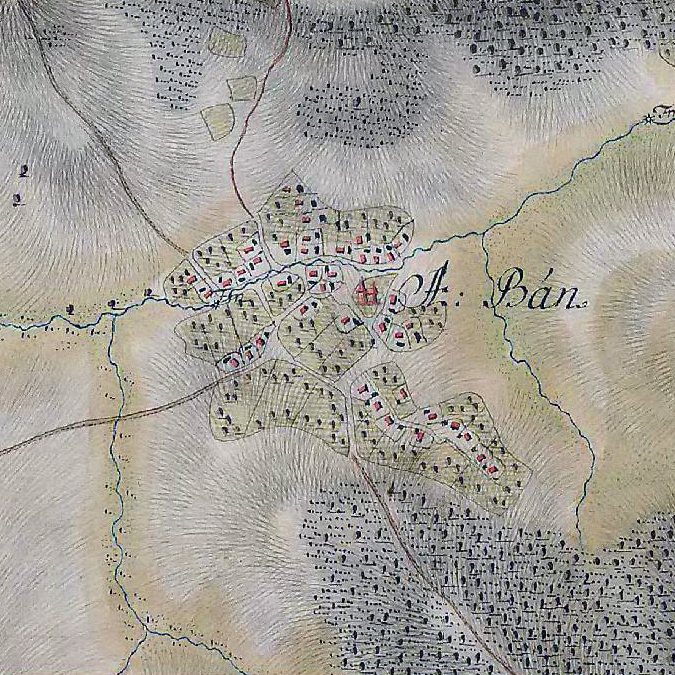
Bănişor în harta iosefină, 1769-1773. Vatra satului este adunată pe Valea Banului. La ieşire din sat, pe malul drept, este marcată biserica de lemn.

János Ferencz Fetzer a lansat în studiul său de început o datare confuză. Pe de o parte a datat biserica după aspectul ei formal din secolul 17 iar pe de altă parte a transcris greșit anul 1255 înscris în lemnul ei. Prima datare a fost preluată de Petri Mór în timp ce Dionisie Stoica și Ioan Lazăr au înclinat spre cea de-a doua, mai veche, in monografiile Sălajului de la începutul secolului trecut. De la ei datarea medievală a trecut mai departe, la autorii români contemporani, care o consemnează automatic, fără spirit critic. 
Leontin Ghergariu a citit corect anul 7255 scris în chirilice după era bizantină, de la Adam, care se traduce prin anii 1746-1747 de la nașterea Domnului. Din păcate lucrarea lui Leontin Ghergariu despre bisericile de lemn din Sălaj a rămas în manuscris și este puțin cunoscută. Trebuie reținut că Leontin Ghergariu însuși a înclinat spre o datare mai veche a bisericii de lemn din Bănișor invocând o conscripție din 1733. Conscripția putea, desigur, surprinde o biserică anterioară mai veche în Bănișor însă biserica demolată la sfârșitul secolului 19 pare mai degrabă să fi fost datată de inscripția ei din anii 1746-47.

## Trăsături
Din descrierea pe care ne-a lăsat-o János Ferencz Fetzer reținem o biserică modestă de țară, în trăsăturile ei principale asemănătoare celorlalte biserici de lemn din satele de pe valea Banului. Bisericile de lemn din Sârbi și Tusa se păstrează spre mărturie iar cele din Peceiu, Ban, Mal și Marin sunt cunoscute mai mult sau mai puțin din imagini de epocă sau descrieri. Toate aceste biserici purtau odată același hram, al Sfinților Arhangheli Mihail și Gavril.
Biserica de lemn a fost ridicată în mijlocul satului, din lemne groase de stejar. Avea un plan dreptunghiular alungit, împărțit între tinda femeilor și biserica bărbaților. Fetzer a remarcat că altarul se încheia poligonal în trei laturi. În „Schița Monografică a Sălajului” de la 1908 aflăm în completare că „altarul era așa de mic, încât preotul numai cu greu îl putea înconjura”, ceea ce sugerează un altar decroșat, adică mai îngust decât biserica. Intrarea în biserică se făcea lateral, adică de pe latura dinspre miazăzi, prin tindă, așa cum era obiceiul cel vechi. Fetzer suprinde motive decorative semnificative din portalul de la intrare precum rozete și trei brâuri paralele cioplite în relief, probabil asemănătoare celor de la Sârbi, Tusa, Mal și Ban. Tinda joasă era tăvănită pe sub tălpile puternice ale unui turn montat deasupra ei. Printr-un portal scund se intra mai departe în biserica bărbaților. Această încăpere era boltită cu scânduri groase și se încheia spre răsărit cu un iconostas prevăzut cu uși spre altar. Lăcașul primea lumina zilei înăuntru prin câteva ferestre mărunte. Biserica avea dimensiunile aproximative de 4,5 m lățime și 11 m lungime, din care 6 m erau cuprinși în biserica bărbaților. Turnul era protejat de un coif ascuțit cu bază octogonală peste un mic foișor deschis pentru clopote. Consolele ieșeau din pereți în trepte ca să poarte cununile și streșinile largi ale acoperișului înalt. Acesta era în întregime șindrilit. 
Butea bisericii era fără îndoială încheiată în cheotori netede, în partea mai jos de console, iar pereții erau ridicați drepți, din bârne cioplite în patru fețe. 